# زاکسن
زاکسن یا ساکسونی ([ˌzaksn̩] (); سوربی بالایی: Sakska)، با نام رسمی ایالت آزاد زاکسن (به آلمانی: Freistaat Sachsen) [ˈfʁaɪ̯ʃta:t ˈzaksn̩], (به سوربی علیا: Swobodny stat Sakska) در شرق آلمان واقع شده و از شمال به ایالت براندنبورگ و زاکسن-آنهالت، از غرب به تورینگن، از جنوب یه بایرن و جمهوری چک و از شرق به لهستان محدود است. درسدن پایتخت ایالت و لایپزیگ بزرگترین شهر آن است. ایالت زاکسن با مساحتی برابر با ۱۸٬۴۱۳ کیلومتر مربع از نظر وسعت دهمین ایالت آلمان و با بیش از چهار میلیون نفر جمعیت ششمین ایالت پرجمعیت آلمان است.
زاکسن بیش از هزار سال قدمت دارد و در طول تاریخ خود دوک‌نشین قرون وسطایی، انتخابگرنشین امپراتوری مقدس روم، پادشاهی و دو بار جمهوری را تجربه کرده‌است. اولین ایالت آزاد زاکسن در سال ۱۹۱۸ به عنوان یک ایالت تشکیل دهنده جمهوری وایمار تأسیس شد. پس از جنگ جهانی دوم، قبل از اینکه بخشی از آلمان شرقی کمونیستی شود، تحت اشغال شوروی بود و در سال ۱۹۵۲ توسط دولت المان شرقی منحل شد. با اتحاد دوباره آلمان در سال ۱۹۹۰، زاکسن دوباره با کمی تغییر در مرزها، به صورت ایالت آزاد تشکیل و جزو یکی از ۵ ایالت جدید در جمهوری فدرال آلمان شد.
محل جغرافیایی این ایالت نباید با محدوده زاکسن قدیم اشتباه گرفته شود که محل زندگی اقوام ساکسون بود. مرزهای زاکسن قدیم بر ایالت‌های فعلی نیدرزاکسن، زاکسن آنهالت و بخش‌های وستفالی در ایالت نوردراین وستفالن منطبق است.

## جغرافیا

### تقسیمات

نقشه تقسیم‌بندی ایالت زاکسن.

ایالت زاکسن به ۱۰ فرمانداری تقسیم شده‌است:
1. باوتسن (BZ)
2. ارتس‌گبیرگس‌کرایس (ERZ)
3. گرلیتس (GR)
4. لایپزیگ (L)
5. مایسن (MEI)
6. میتل‌زاکسن (FG)
7. نوردزاکسن (TDO)
8. زکزیشه شوایتس-اوسترتسگبیرگه (PIR)
9. فوگتلاندکرایس (V)
10. تسویکاو (Z)

منطقهٔ ارتس‌گبیرگس‌کرایس، کوه‌های ارتس را شامل می‌شود. همچنین کوهستان سوییس زاکسن، منطقه سوییس زاکسن و شرق کوه‌های ارتس را در بر می‌گیرد.
در بین سال‌های ۱۹۹۰ تا ۲۰۰۸، ایالت زاکسن به سه فرمانداری کمنیتس، لایپزیگ و درسدن تقسیم می‌شد. این تقسیم‌بندی در سال ۲۰۰۸ منحل شد. اما در حال حاضر نیز، علاوه بر ۱۰ فرمانداری، سه منطقه شهری (به آلمانی: kreisfreie Städte) نیز هستند که خود نقش فرمانداری را دارند:
1. کمنیتس (C)
2. درسدن (DD)
3. لایپزیگ (L)

### شهرهای مهم
بزرگترین شهرهای ایالت زاکسن در آمار ۳۱ دسامبر سال ۲۰۱۲:
| رتبه | شهر     | جمعیت   |
| ---- | ------- | ------- |
| ۱    | درسدن   | ۵۲۵٬۱۰۵ |
| ۲    | لایپزیگ | ۵۲۰٬۸۳۸ |
| ۳    | کمنیتس  | ۲۴۱٬۲۱۰ |
| ۴    | تسویکاو | ۹۲٬۲۲۷  |
| ۵    | پلاون   | ۶۴٬۱۱۵  |
| ۶    | گرلیتس  | ۵۴٬۱۱۴  |
| ۷    | فرایبرگ | ۴۰٬۰۸۳  |
| ۸    | بواتزن  | ۳۹٬۷۴۳  |
| ۹    | فرایتال | ۳۸٬۷۵۷  |
| ۱۰   | پیرنا   | ۳۷٬۶۸۸  |

## فرهنگ

### مذهب
از سال ۲۰۰۹، کلیسای پروتستان با ۲۰٫۵٪ جمعیت، بیشترین اعتقاد را در ایالت داشته‌است. معتقدان به کلیسای کاتولیک با ۳٫۶٪ در اقلیتند. ۷۵٫۹٪ زاکسنی‌ها یا بی‌دینند یا اعتقادات دیگر دارند.
| مذهب در زاکسن - ۲۰۰۹   | مذهب در زاکسن - ۲۰۰۹   | مذهب در زاکسن - ۲۰۰۹ | مذهب در زاکسن - ۲۰۰۹ | مذهب در زاکسن - ۲۰۰۹ |
| ---------------------- | ---------------------- | -------------------- | -------------------- | -------------------- |
| مذهب                   | مذهب                   |                      | درصد                 | درصد                 |
| پروتستان               | پروتستان               |                      | ۲۰٫۵٪                | ۲۰٫۵٪                |
| کاتولیک                | کاتولیک                |                      | ۳٫۶٪                 | ۳٫۶٪                 |
| اعتقادات دیگر یا بی‌دین | اعتقادات دیگر یا بی‌دین |                      | ۷۵٫۹٪                | ۷۵٫۹٪                |

### زبان

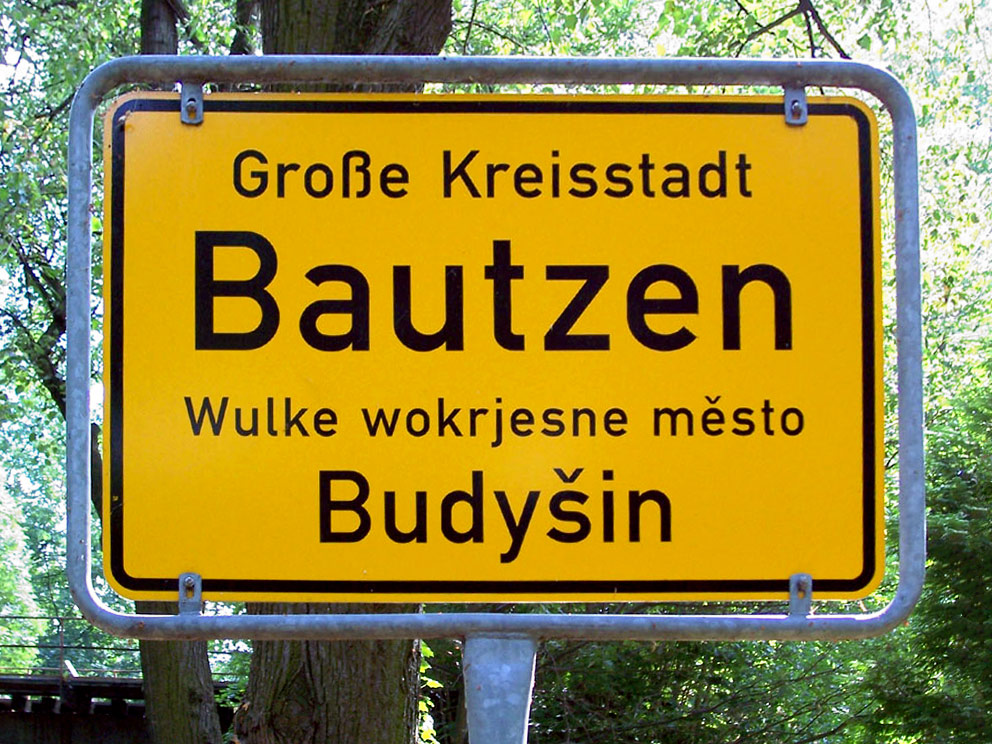
تابلوی مرز بواتزن (Bautzen / Budyšin) در دو زبان آلمانی و سوربی بالا. نامهای بسیاری از شهرهای واقع در شرق زاکسن از زبان سوربی گرفته شده‌اند

متداولترین گویش در ایالت زاکسن، ترکیبی از گویش تورینجین و آلمانی بالا است. استفاده نادرست از گویش زاکسنی در محاوره  و اضافه شدن تدریجی برخی ویژگی‌ها به آن، آلمانی بالا را از آلمانی قدیم و آلمانی پایین متمایز کرده‌است. بقیه زبان‌ها و گویش‌های مورد استفاده در زاکسن همگی گویش‌های متفاوتی از زبان مردمان کوه‌های ارتس هستند؛ که تحت تأثیر گویش‌های آلمانی علیا و فوکتلند قرار گرفته‌اند که آن‌ها نیز پیشتر تحت تأثیر زبان‌های فرانکی شرقی قرار گرفته بودند.
زبان سوربی بالا (جز زبان‌های اسلاوی) هم هنوز در برخی نقاط لوساتسیا (بخشی از ایالات زاکسن) که محل زندگی اقلیت صرب است، استفاده می‌شود. آلمانی‌های ساکن لوساتسیا نیز گویش ویژه خود را استفاده می‌کنند.

### تحصیل
دانشگاه صنعتی درسدن (به آلمانی: Technische Universität Dresden)، تأسیس شده در سال ۱۸۲۸، یکی از قدیمیترین دانشگاه‌های آلمان است. با داشتن ۳۶۰۶۶ دانشجو در سال ۲۰۱۰، بزرگترین دانشگاه ایالت زاکسن و یکی از ده دانشگاه بزرگ آلمان است. این دانشگاه از اعضای TU9، ائتلافی متشکل از نه مؤسسه پیشرو در فناوری در آلمان می‌باشد.

## توریسم
به غیر از درسدن و لایپزیگ (و قلعه کلدیتز)، ایالت زاکسن مقصد خاصی برای توریست‌های خارجی نیست. مناطق در امتداد مرز جمهوری چک مانند کوه‌های لوساتسیا، کوه‌های ارتس، پارک ملی سوییس زاکسن و فوکتلند هر ساله مقدار قابل توجهی توریست، که اکثراً آلمانی هستند را به خود جذب می‌کنند.
همچنین این ایالت، شهرهای تاریخی مانند مایسن، فرایبرگ، بواتزن، پیرنا و گرلیتس را شامل می‌شود که به خوبی حفظ شده‌اند.

## سیاست

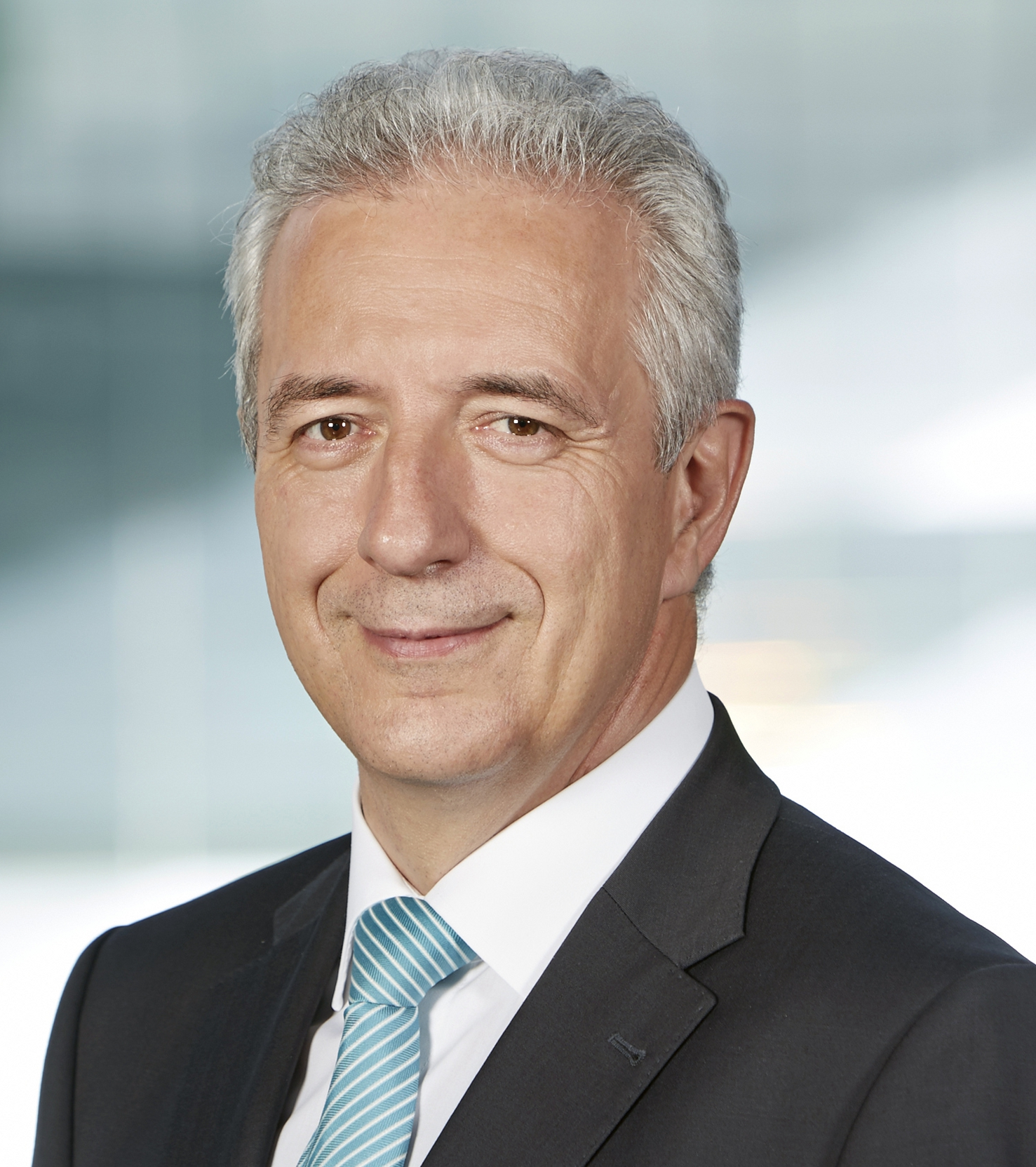
استانیسلاو تیلیش

رئیس ایالت (به انگلیسی: minister-president)، ایالت زاکسن را رهبری می‌کند. استانیسلاو تیلیش (به انگلیسی: Stanislaw Tillich) از ۲۸ مه سال ۲۰۰۸ این سمت را به عهده دارد.

### انتخابات ایالتی سال ۲۰۰۹
خلاصه نتایج انتخابات پارلمان ایالت زاکسن مورخ ۳۰ اوت ۲۰۰۹
| حزب | حزب                                           | ایدئولوژی                                      | درصد رای (تغییرات) | درصد رای (تغییرات) | صندلی (تغییرات) | صندلی (تغییرات) | درصد صندلی |
| --- | --------------------------------------------- | ---------------------------------------------- | ------------------ | ------------------ | --------------- | --------------- | ---------- |
|     | اتحادیه دموکرات مسیحی آلمان (CDU)             | محافظه کاری                                    | ۴۰٫۲٪              | −۰٫۹٪              | ۵۸              | +۳              | ۴۳٫۹٪      |
|     | حزب چپ (سابقاً: PDS)                           | رادیکال، سوسیالیسم، کمونیسم                    | ۲۰٫۶٪              | −۳٫۰٪              | ۲۹              | −۲              | ۲۲٪        |
|     | حزب سوسیال دموکرات آلمان (SPD)                | نولیبرالیسم، سوسیال دموکراسی                   | ۱۰٫۴٪              | +۰٫۶٪              | ۱۴              | +۱              | ۱۰٫۶٪      |
|     | حزب دموکرات آزاد آلمان (FDP)                  | لیبرالیسم کلاسیک                               | ۱۰٫۰٪              | +۴٫۱٪              | ۱۴              | +۷              | ۱۰٫۶٪      |
|     | اتحاد ۹۰/سبزها (Die Grünen)                   | سیاست‌های سبز، لیبرالیسم                        | ۶٫۴٪               | +۱٫۳٪              | ۹               | +۳              | ۶٫۸٪       |
|     | حزب دموکرات ملی آلمان (NPD)                   | راست، ناسیونالیسم                              | ۵٫۶٪               | −۳٫۶٪              | ۸               | −۴              | ۶٪         |
|     | حزب رفاه حیوانات آلمان (Die Tierschutzpartei) | حفاظت از محیط زیست                             | ۲٫۱٪               | +۰٫۵٪              |                 |                 |            |
|     | حزب دزدان دریایی آلمان (PIRATEN)              | آزادی بیان، اصلاحات صحیح، مالکیت معنوی، شفافیت | ۱٫۹٪               | +۱٫۹٪              |                 |                 |            |
|     | حزب زاکسن آزاد (Freie Sachsen)                | تجزیه طلبی                                     | ۱٫۴٪               | +۱٫۴٪              |                 |                 |            |
|     | حزب مسیحیان وفادار به انجیل (PBC)             | مذهبی، محافظه کاری                             | ۰٫۴٪               | −۰٫۳٪              |                 |                 |            |
|     | بقیه احزاب                                    |                                                | ۱٫۰٪               |                    |                 |                 |            |
| کل  | کل                                            | کل                                             | ۱۰۰٫۰٪             |                    | ۱۳۲             | +۸              | ۱۰۰٫۰٪     |

حزب محافظه کار CDU ائتلافی با حزب لیبرال کلاسیک FDP تشکیل داده‌است.